# Saint-Riquier-ès-Plains
 Saint-Riquier-ès-Plains  es una población y comuna francesa, en la región de Alta Normandía, departamento de Sena Marítimo, en el distrito de Dieppe y cantón de Saint-Valery-en-Caux. Ubicada a 196 km de la capital del país.

## Demografía
| 387 | 335 | 310 | 459 | 513 | 578 |
| Para los censos de 1962 a 1999 la población legal corresponde a la población sin duplicidades (Fuente: INSEE [Consultar]) |     |     |     |     |     |